# جافری تورویچ
جافری تورویچ (انگلیسی: Joffrey Torvic؛ زادهٔ ۱۳ نوامبر ۱۹۹۰) بازیکن فوتبال اهل فرانسه است.
وی همچنین در تیم ملی فوتبال گویان فرانسه بازی کرده‌است.